# Kronach (distrito)
Kronach é um distrito da Alemanha, na região administrativa da Alta Francónia, estado de Baviera.

## Cidades e Municípios
- Cidades:

1. Kronach
2. Ludwigsstadt
3. Teuschnitz
4. Wallenfels

- Municípios:

1. Küps
2. Marktrodach
3. Mitwitz
4. Nordhalben
5. Pressig
6. Reichenbach
7. Schneckenlohe
8. Steinbach
9. Steinwiesen
10. Stockheim
11. Tettau
12. Tschirn
13. Weißenbrunn
14. Wilhelmsthal